# Eugenio Elorduy Walther
Eugenio Elorduy Walther (Calexico, California, 21 de noviembre de 1940-Mexicali, Baja California, 23 de septiembre de 2023) fue un empresario y político mexicano, miembro del Partido Acción Nacional (PAN). Fue gobernador de Baja California de 2001 a 2007.

## Biografía
Nacido en la ciudad Calexico, California y criado en Mexicali, Baja California. Fue licenciado en Administración de Empresas egresado del Instituto Tecnológico y de Estudios Superiores de Monterrey. Se dedicó inicialmente a actividades empresariales, dirigiendo Automotores Del Valle concesionaria de Ford Motor Company en Mexicali. Fue catedrático en la Universidad Autónoma de Baja California, miembro del consejo directivo del Centro de Enseñanza Técnica y Superior (CETYS) y presidente fundador del patronato del primer Centro de Capacitación para el Trabajo Industrial (CECATI) en Mexicali.
Se involucró en actividad política como integrante del Partido Acción Nacional desde 1968, destacando en movimientos opositores a los gobiernos emanados del entonces hegemónico Partido Revolucionario Institucional (PRI). En las elecciones de 1989 logró por primera ocasión en la historia de México el triunfo como gobernador un candidato opositor al PRI, en este caso Ernesto Ruffo Appel, que asumió la gubernatura el 1 de noviembre de ese año y designó a Elorduy como secretario de Finanzas del estado. Permaneció en el cargo hasta su renuncia en 1995 para ser candidato del PAN a presidente municipal de Mexicali, la capital del estado, en las elecciones de dicho año y logrando el triunfo, convirtiéndose en el primer militante de su partido en lograr el triunfo en dicho municipio, gobernó del 1 de diciembre de 1995 al 30 de noviembre de 1998.
El 5 de octubre de 1998 murió el entonces gobernador bajacaliforniano Héctor Terán Terán, y Elorduy, que estaba a menos de un mes de concluir su mandato como presidente municipal fue mencionado como probable sustituto, pero trascendió que había sido rechazado por el PRI y el gobierno federal y en consecuencia el gobernador sustituto fue Alejandro González Alcocer. Elorduy entonces fue postulado candidato a gobernador en las elecciones de 2001, por el PAN y en coalición con el Partido Verde Ecologista de México (PVEM), logrando el triunfo y asumiendo la gubernatura para el periodo del 1 de noviembre de 2001 al 31 de octubre de 2007.
Al concluir su mandato se retiró de la actividad política. Falleció en la ciudad de Mexicali el 23 de septiembre de 2023.